# Erin Edminister
Erin Edminister –nacida como Erin Dolan– (1990) es una deportista estadounidense que compitió en triatlón. Ganó dos medallas de plata en el Campeonato Panamericano de Triatlón en los años 2016 y 2017.

## Palmarés internacional
| Campeonato Panamericano | Campeonato Panamericano   | Campeonato Panamericano | Campeonato Panamericano |
| Año                     | Lugar                     | Medalla                 | Prueba                  |
| ----------------------- | ------------------------- | ----------------------- | ----------------------- |
| 2016                    | Buenos Aires (Argentina)  | Medalla de plata        | Individual              |
| 2017                    | Sarasota (Estados Unidos) | Medalla de plata        | Relevo mixto            |